# Le chant d’Ahmed
Le chant d’Ahmed ist ein französischer Kurzfilm von Foued Mansour aus dem Jahr 2019.

## Handlung
Ahmed arbeitet seit 29 Jahren in einer öffentlichen Badeanstalt, lebt in einem Wohnheim mit Gemeinschaftsbädern und hat eine Frau und vier Kinder, die im Maghreb leben und die er praktisch nicht mehr kennt. Seine Arbeit besteht darin, die Duschräume sauber zu halten und dafür zu sorgen, dass freie Kabinen neu belegt werden und kein Badegast eine Kabine zu lange benutzt. Eines Tages wird ihm mit Mike ein neuer Kollege zum Einarbeiten vorgestellt, den das Jugendamt schickt. Mike wurde zu einer zweijährigen Bewährungsstrafe verurteilt und hat ein sehr schlechtes Verhältnis zu seinen Eltern.
Der ruhige Ahmed gerät mit Mike bald in Konflikt, so übernachtet Mike heimlich im Aufenthaltsraum auf Arbeit und raucht bei den Mitarbeitergarderoben, obwohl es verboten ist. Mit der Zeit bringt Ahmed jedoch Verständnis für Mike auf und raucht mit ihm eine Zigarette. Mike verrät ihm seinen Traum, nach Ende der Bewährungszeit nach Kanada zu gehen und dort Rapper zu werden. Er rappt für Ahmed ein Lied. Obwohl Ahmed beteuert, das Lied gut zu finden, fehlt ihm das Grundverständnis für diese Art von Musik und Mike fühlt sich ausgelacht. Am nächsten Tag geraten beide aneinander, weil Mike während der Arbeitszeit mit einem Roma-Mädchen flirtet. Ahmed weist ihn zurecht. Bei der späteren gemeinsamen Arbeit im Waschraum beginnt Mike das Lied Le roi du balai zu singen, das von Ahmed, dem Besenkönig, handelt. Ahmed verbietet ihm, dieses Lied zu singen, und es kommt zu einer Wasserschlacht zwischen beiden.
Am nächsten Tag fehlt Mike und Ahmeds Chef schwört, nie wieder einen jugendlichen Problemfall auf Arbeit aufzunehmen. Ahmed beschließt, nach Jahren der Funkstille seine Familie anzurufen. Das Telefonat mit einem seiner Söhne verläuft friedlich. Kurz darauf erscheint das Mädchen, mit dem Mike geflirtet hatte, und holt Mikes Sachen aus dem Gemeinschaftsraum. Ahmed blickt aus dem Fenster und sieht Mike und das Mädchen auf einem Motorrad davonfahren. Mike winkt ihm zum Abschied.

## Produktion

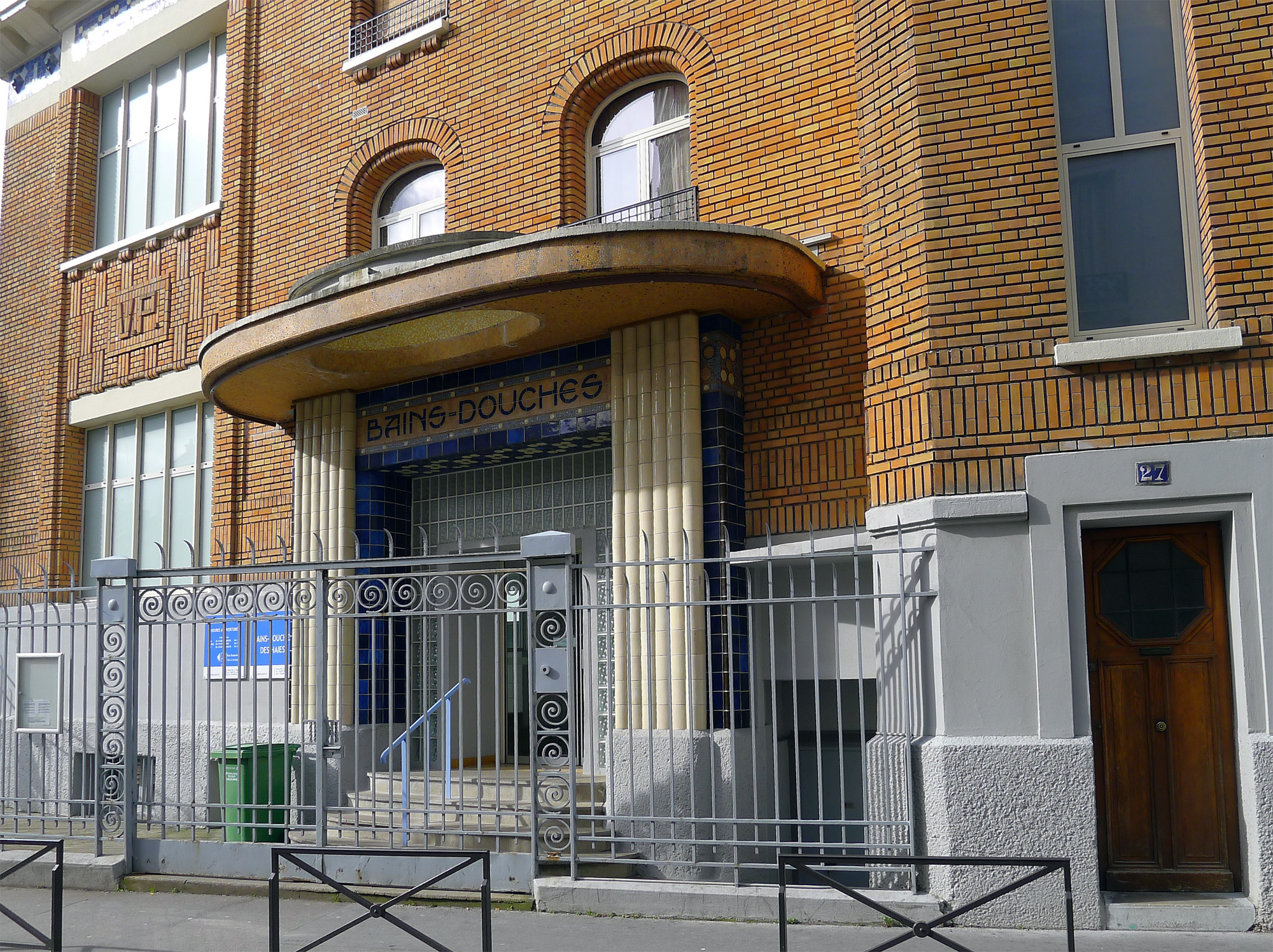
Das Volksbad des Haies in Paris, ein Drehort des Films

Le chant d’Ahmed war der fünfte Kurzfilm, den Foued Mansour als Regisseur umsetzte. Die Dreharbeiten fanden 2018 im Volksbad Bain-douche des Haies in Paris statt; weitere Drehorte (u. a. Ahmeds Wohnung) waren die Wohnheime für Wanderarbeiter Foyer Beccaria und Foyer Bisson.
Im Abspann ist der Titel Le roi du balai von Djurdjura aus dem Jahr 1983 zu hören. Das Lied erlangte durch den Fernsehfilm Pas perdus von Jean-Daniel Simon Bekanntheit, der 1983 im Rahmen der Reihe Cinéma 16 ausgestrahlt wurde und erstmals einen Gastarbeiter in den Fokus der Handlung stellte. Foued Mansour sah den Film als Kind; Le chant d’Ahmed wurde unter dem Arbeitstitel Le roi du ballet gedreht. Das Volksbad als Handlungsort wählte Foued Mansour, weil er selbst als Kind und Jugendlicher öffentliche Badeanstalten besuchen musste. Empfand er sie als Kind als Demütigung, erkannte er später, dass sie ihm erlaubten, trotz der Armut seiner Familie im Alltag als „Durchschnittskind“ zu erscheinen. Die Rolle des Ahmed besetzte Foued Mansour mit dem Laiendarsteller Mohamed Sadi, der in einem Restaurant im Viertel Goutte d’Or als Küchenjunge arbeitete. Andere Rollen wurden mit professionellen Schauspielern besetzt.
Le chant d’Ahmed erlebte am 2. Februar 2019 auf dem Festival du Court-Métrage de Clermont-Ferrand seine Premiere und lief in der Folge unter anderem auf dem Palm Springs International ShortFest.

## Auszeichnungen
Le chant d’Ahmed erhielt auf dem Palm Springs International ShortFest die Auszeichnung Bridging the Borders. Der Film wurde 2020 für einen César in der Kategorie Bester Kurzfilm nominiert.